# ویلی کایدل
ویلی کایدل (آلمانی: Willi Kaidel؛ ۲۰ آوریل ۱۹۱۲ – ۲ آوریل ۱۹۷۸) قایقران روئینگ اهل آلمان بود.
وی در مسابقات کشوری و بین‌المللی در مجموع برندهٔ ۱ مدال طلا، ۱ مدال نقره شده‌است.